# Panturquisme
 (septembre 2020).
Si vous disposez d'ouvrages ou d'articles de référence ou si vous connaissez des sites web de qualité traitant du thème abordé ici, merci de compléter l'article en donnant les références utiles à sa vérifiabilité et en les liant à la section « Notes et références ».

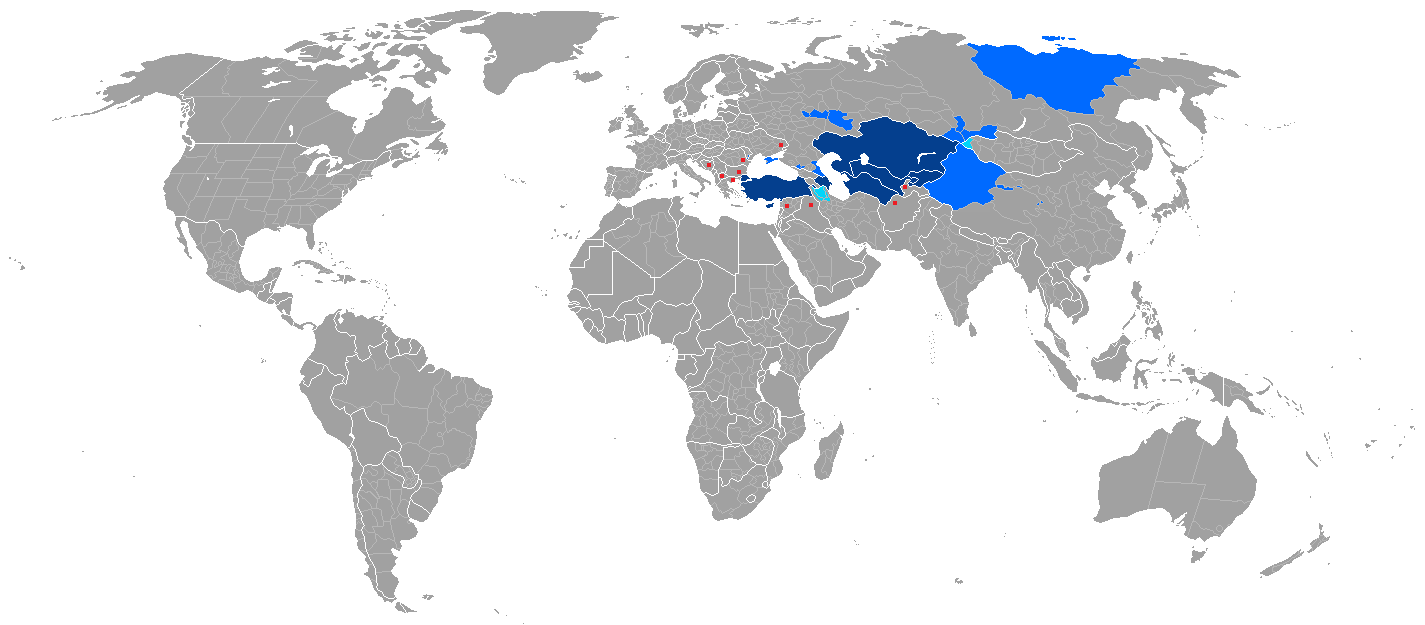
Distribution politique des pays et subdivisions autonomes où une langue turque a le statut officiel.

Le panturquisme ou turquisme est une idéologie nationaliste, née au XIXe siècle cherchant à renforcer les liens entre les peuples turcophones, voire à susciter leur union au sein d'un même État.
Ce concept a été popularisé par certains courants des Jeunes-Turcs et en particulier par Enver Pacha. Il fut ensuite rejeté et combattu sous la Turquie kémaliste, même si elle s'est beaucoup appuyée sur le nationalisme pour la formation du jeune État-nation turc — au nom du fameux principe kémaliste : « Paix dans le pays, paix dans le monde. »
Le panturquisme offre des similarités dans sa genèse et son idéologie avec le touranisme. Mais contrairement à ce mouvement dont le but est l'union des peuples de langues turque et finno-ougriennes au sein d'une entité nommée Touran (sur la base d'une hypothétique origine commune fondée sur des théories linguistiques aujourd'hui abandonnées[réf. nécessaire]), les idéologues du panturquisme ont surtout concentré leurs efforts en direction des populations turcophones musulmanes.

## Historique
Avant le XIXe siècle, les idéologies nationalistes sont inexistantes dans l'empire ottoman, et plus largement dans le monde musulman. Les populations turcophones de l'empire se définissent avant tout par leur appartenance au millet musulman et leur allégeance à la dynastie ottomane. Ce n'est que sous l'influence européenne, que le nationalisme fera son entrée dans l'Empire ottoman, d'abord parmi les minorités religieuses (Arméniens, Grecs…), puis au sein de la population musulmane. Peu à peu va naitre l'idée que les Turcs ont eux aussi une identité nationale distincte.
L'une des principales sources de ce regain d'intérêt des Turcs pour leurs origines nationales est la turcologie, qui naît au XVIIIe siècle après que des orientalistes ont commencé à faire l'étude de l'histoire et des langues des turcophones d'Asie centrale à partir de sources chinoises et musulmanes. Cette discipline aide à mettre en lumière le rôle des peuples turcs dans l'histoire eurasienne, ainsi que leur histoire avant l'islam, un héritage négligé et rejeté jusqu'alors par les Turcs entièrement tournés vers leur identité musulmane.
Ces nouvelles idées parviennent aux élites turques, d'une part par le truchement des étudiants de l'empire qui viennent étudier en Europe à partir du milieu du XIXe siècle et se retrouvent au contact de ces nouvelles théories, et d'autre part grâce aux exilés hongrois et polonais qui, après les révolutions ratées de 1848, viennent se réfugier dans l'empire, emportant avec eux leurs idéaux nationalistes romantiques. Certains se convertissent à l'islam et contribuent à la diffusion du turquisme. Ainsi Mustafa Celaleddin Pasha, aussi connu sous son nom polonais Constantine Borzecki, rédige un ouvrage en français intitulé Les Turcs anciens et modernes, publié à Istanbul en 1869. Il y expose l'idée selon laquelle les Turcs sont ethniquement proches des Européens et font partie de la branche « touro-aryenne » de la race arienne. Cette théorie a pour but de minimiser les différences entre les Turcs et leurs sujets européens.
Au début des années 1920, et dans la foulée du congrès de Bakou de 1920, des idées panturques s'expriment au sein du mouvement bolchevik. Le mouvement communiste du Turkestan veut ainsi se constituer en parti communiste turc, et Mirsaïd Sultan-Galiev, l'un des militants communistes tatars les plus en vue, prône à la fois la fusion du communisme et de l'islam pour constituer un mouvement propre à l'Orient et la formation d'un grand État national turc. Cette déviation politique est condamnée par les dirigeants soviétiques, et Sultan-Galiev finit par être arrêté.
Dès la dissolution de l'URSS, la Turquie a immédiatement reconnu l'indépendance des républiques turcophones. Elle a apporté son concours à l'insertion rapide de ces républiques aux organisations internationales et régionales. Elle a aussi apporté une aide multiforme non négligeable pour l'ouverture des représentations des républiques turcophones dans différents pays dans le monde. Le 24 janvier 1992, elle a instauré la TIKA (Agence Turque de Coopération Internationale) rattachée au Ministère des Affaires étrangères, afin de réguler et de coordonner l'ensemble des actions politiques, économiques, culturelles avec les républiques turcophones.
La Turquie a signé avec celles-ci plusieurs centaines de protocoles et d'accords à la fois bilatéraux et multilatéraux, dont les premiers étaient relatifs au domaine culturel afin de ménager la Russie inquiète du rapprochement des États turcophones. La Russie a d'ailleurs accueilli avec froideur la réunion historique des chefs d'État des pays turcophones d'Asie centrale (Azerbaïdjan, Turkménistan, Ouzbékistan, Kirghizstan et Kazakhstan), à Ankara, le 31 octobre 1992. Par la suite, ces accords, traités et protocoles ont été élargis progressivement aux autres domaines en particulier au domaine économique.
L'unification et la latinisation des alphabets turcs ont été une des premières préoccupations des autorités turques dès le lendemain de la défédéralisation de l'URSS. Ce processus s'est accompagné également par la diffusion des émissions des chaînes turques via Türksat sur un espace géographique allant de l'Europe occidentale jusqu'au Turkestan. Avec la création du TÜRKSOY (Administration Commune des Cultures et des Arts Turcs ou TURCITE) en juin 1993, l'objectif de la Turquie est de réaliser en priorité à moyen terme l'unification culturelle et surtout linguistique par des coopérations multiformes entre les républiques et les communautés turcophones de l'ex-URSS et la Turquie. L'institution du TÜRKSOY équivaut à celle du Haut Conseil de la Francophonie institué le 12 mars 1984 en France.
Pour la réalisation de l'unification économique, Ankara a ouvert des lignes de crédits par le biais de l'Eximbank turc afin de favoriser les investissements et les échanges économiques. Des centaines de coentreprises sont ainsi entrées en activité. L'ensemble des relations économiques, commerciales, techniques, éducatives, scientifiques, sociales et culturelles entre la Turquie et les Républiques et Communautés Turcophones (RCT) sont administrées et coordonnées par la TIKA. Ses activités visent le développement économico-politique des pays turcophones ainsi que des pays limitrophes. La Turquie ambitionne d'exporter son modèle de développement économique et politique vers les républiques turcophones, face au modèle iranien rejeté par l'Occident globalement hostile à l'Islamisme depuis le retrait de l'idéologie communiste de la scène internationale. Elle forme les cadres dirigeants (entrepreneurs, diplomates, officiers, enseignants, etc.) des RCT.
La question de l'acheminement des hydrocarbures des républiques turcophones vers la Turquie, la Méditerranée et l'Europe a été et demeure un enjeu géopolitique majeur entre les puissances régionales : la Russie, la Turquie et l'Iran. Si sur le plan culturel et économique, les républiques turcophones sont d'accord pour envisager la construction d'un « marché commun turc » mutuellement profitable pour le partage des richesses, sur le plan politique, il n'est guère envisageable de réunir en l'état actuel des relations internationales, les RCT en une seule entité politique. Les chefs d'État des républiques turcophones sont ouvertement contre toute unification politique fondée sur le panturquisme, considéré comme un rêve dépassé.
Les républiques turcophones vivent actuellement ce qu'ont vécu les États-nations arabes après la dissolution de l'Empire ottoman. Elles sont à la recherche de leur identité nationale et les intérêts de chaque pays ne coïncident pas forcément avec ceux de la Turquie. En outre, il existe des divergences fondamentales entre les républiques turcophones en raison d'un siècle de séparation. Ces républiques et communautés ont des relations économiques déterminantes avec la Russie, qui demeure leur partenaire économique privilégié. La Russie est également le premier partenaire commercial de la Turquie dans la région.

## Panturquisme dans la politique turque actuelle
En Turquie contemporaine, le panturquisme turc représenté par le Parti d'Action Nationaliste (MHP) dirigé depuis plusieurs décennies par Alparslan Türkeş, un ancien colonel, s'oppose globalement sur le plan idéologique au panturquisme inspiré de Sultan-Galiev (un bolchevik tatar qui entra par la suite en résistance contre le pouvoir du PCUS) : le MHP est considéré comme un parti ultranationaliste de droite qui a toujours eu sa place dans un système politique (République parlementaire) dans lequel la formation du gouvernement passe par des coalitions. En outre, il est fortement implanté dans l'armée qui est et demeure le garant suprême de la république une et indivisible et qui a toujours eu son mot à dire sur la gestion du pays. Depuis l'effondrement de l'URSS, le MHP n'a pas obtenu le succès qu'il escomptait, notamment lors des dernières élections législatives. Ceci est dû en partie à l'encouragement direct (par le régime) et indirect du défunt parti islamiste (disparition du communisme), le Parti de la Prospérité (Refah Partisi) dirigé par Necmettin Erbakan. Incapable d'endiguer le terrorisme PKK (Parti des Travailleurs du Kurdistan) depuis 1984, le régime turc, en privilégiant un parti islamiste tente de lutter à la fois contre l'idéologie marxiste léniniste du PKK et tente de rassembler la population autour de la religion, un très fort vecteur de cohésion afin d'assurer l'unité et la stabilité interne du pays tout en isolant le PKK des masses populaires.

## Personnalités liées au panturquisme
- Ahmet Ağaoğlu
- Enver Pacha (Ismail Enver)
- Munis Tekinalp
- Talaat Pacha